# Parting Glances
Parting Glances је амерички филм снимљен 1984. године, који је први пут приказан 1986. Филм реалистички приказује урбани живот геј заједнице током Реганове ере, непосредно пред почетак пандемије сиде. То је један од првих филмова који се бавио ширењем ове болести и њеним последицама.
Режисер Бил Шервуд, којем је ово био први филм, умро је од компликација узрокованих сидом 1990. године, не дочекавши да сними више филмова.

## Заплет
Филм прати живот геј пара, Роберта и Мајкла, у њиховим касним двадесетим. Њих двојица живе у Њујорку, међутим Роберт (Џон Болџер) одлази у Африку на двије године, због посла, остављајући Мајкла (Ричард Гананг) самог. Мајклов пријатељ Ник (Стив Бусеми), са којим је Мајкл некада био у вези и у кога је још увијек заљубљен, болује од сиде. Радња филма дешава се у временском интервалу од 2 дана, за вријеме двије забаве које за Роберта организују његови пријатељи.
Иако је окарактерисан као драма, филм такође садржи и комичне сцене. Критичари су похвалили филм због "реалистичног дијалога", и вјеродостојног приказа живота у геј четвртима Менхетна, током осамдесетих година.